# Aventure de Catherine C.
Pour plus de détails, voir Fiche technique et Distribution.
Aventure de Catherine C. est un film franco-italien réalisé par Pierre Beuchot et sorti en 1990. Il adapte le diptyque romanesque de Pierre Jean Jouve, Aventure de Catherine Crachat qui regroupe deux romans : Hécate (1928) et Vagadu (1931)

## Synopsis
Les pérégrinations sentimentales de l’actrice Catherine Crachat qui traîne son mal de vivre entre France et Autriche.

## Fiche technique
- Titre : Aventure de Catherine C.
- Réalisation : Pierre Beuchot
- Scénario : Pierre Beuchot, Catherine Breillat et Jean-Pierre Kremer d’après les romans Hécate et Vagadu (Aventure de Catherine Crachat) de Pierre Jean Jouve[1]
- Musique : Michel Portal
- Musique additionnelle : Wolfgang Amadeus Mozart
- Photographie : Willy Kurant
- Son : Bernard Bats
- Montage : Françoise Collin
- Décors : Claude Lenoir
- Pays d’origine :  France,  Italie
- Tournage :  
  - Langue : français
  - Période : début des prises de vue le 5 juin 1989
  - Extérieurs : Paris (France), Vienne (Autriche)
- Producteurs : Chantal Perrin, Antoine Gannage
- Sociétés de production : Baccara Productions (France), Palmyre Productions (France), Roaring Productions (Italie)
- Société de distribution : Pari-Films
- Format : couleur — 35 mm — son stéréophonique
- Genre : comédie dramatique
- Durée : 100 minutes
- Date de sortie : France : 29 août 1990

## Distribution
- Fanny Ardant : Catherine C.
- Hanna Schygulla : Fanny Hohenstein
- Robin Renucci : Pierre Indemini
- André Wilms : Leuwen
- Marilú Marini : Marguerite